# Брати Капранови
Брати Капранови — Капранов Дмитро Віталійович (24 липня 1967, Дубоссари, Молдовська РСР — 16 квітня 2024, Київ) та Капранов Віталій Віталійович (24 липня 1967, Дубоссари, Молдавська РСР) — українські письменники, видавці, публіцисти, громадські діячі, блогери.

## Життєпис
Брати Капранови народилися 24 липня 1967 року в Дубоссарах (нині — Молдова). Мають старшого брата Сергія.
Дитинство минуло в Очакові Миколаївської області, де вони 1984 року закінчили середню школу. Української мови у школі не вивчали. Окрім загальноосвітньої, закінчили ще спортивну (греко-римська боротьба) та музичну (фортепіано) школи.
Вищу освіту здобували в Уральському політехнічному інституті (Свердловськ, РФ) та Московському енергетичному інституті за фахом «Технічна кібернетика».
1988 року одружилися з сестрами-близнючками (нині — вони є власницями туристичної фірми) та переїхали до Москви. Мають синів та доньку. Працювали у фармацевтичному та виноробному бізнесі.
4 вересня 2019 року брати Капранови створили свій YouTube-канал «імені Т. Г. Шевченка», на якому розповідають про історію України.
З 24 лютого 2022 року, з початку російського вторгнення в Україну, Капранови боролися з окупантами зі зброєю в руках в лавах полку «Азов», захищаючи Київщину. Згодом повернулися до цивільного життя та роботою над власним YouTube-каналом про історію.
16 квітня 2024 року Дмитро Капранов помер у віці 56 років від розриву аорти. 18 квітня його відспівали в Михайлівському соборі в Києві.

## Початок видавничої діяльности

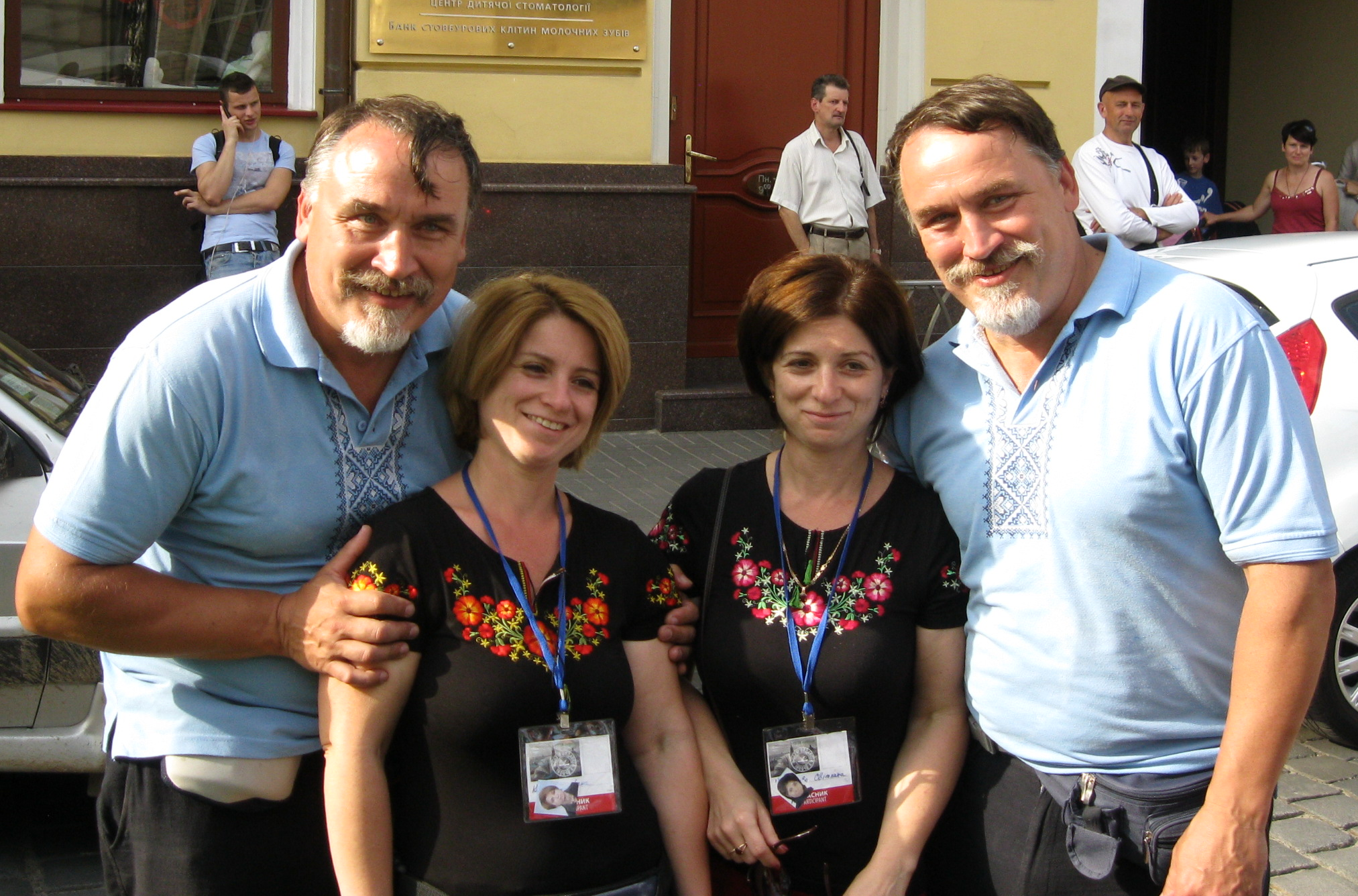
На Форумі видавців у Львові, 2014

На початку 90 років у Москві організувався потужний український діаспорний рух. Брати Капранови в цей час видавали московську українську газету «Тинди-ринди» та журнал української фантастики «Брати». У той період, 1993-го року, познайомилися з майбутнім російським президентом Путіним. «Тоді він був у Собчака не те що підмітайлом, але ходив за ним із валізою», — згадував Віталій.
Тоді ж почали писати свою першу книжку «Кобзар 2000». Капранови працювали над цією книжкою 10 років, а завершили роботу вже 1998 року у Києві, адже вирішили повернутися в Україну, бо за кордоном їм не особливо усміхалася перспектива самореалізації.

Опинившись у Києві в час книжкового «голодомору» (1998 р.), Капранови не могли видати свою книжку, тому вирішили самі стати видавцями.

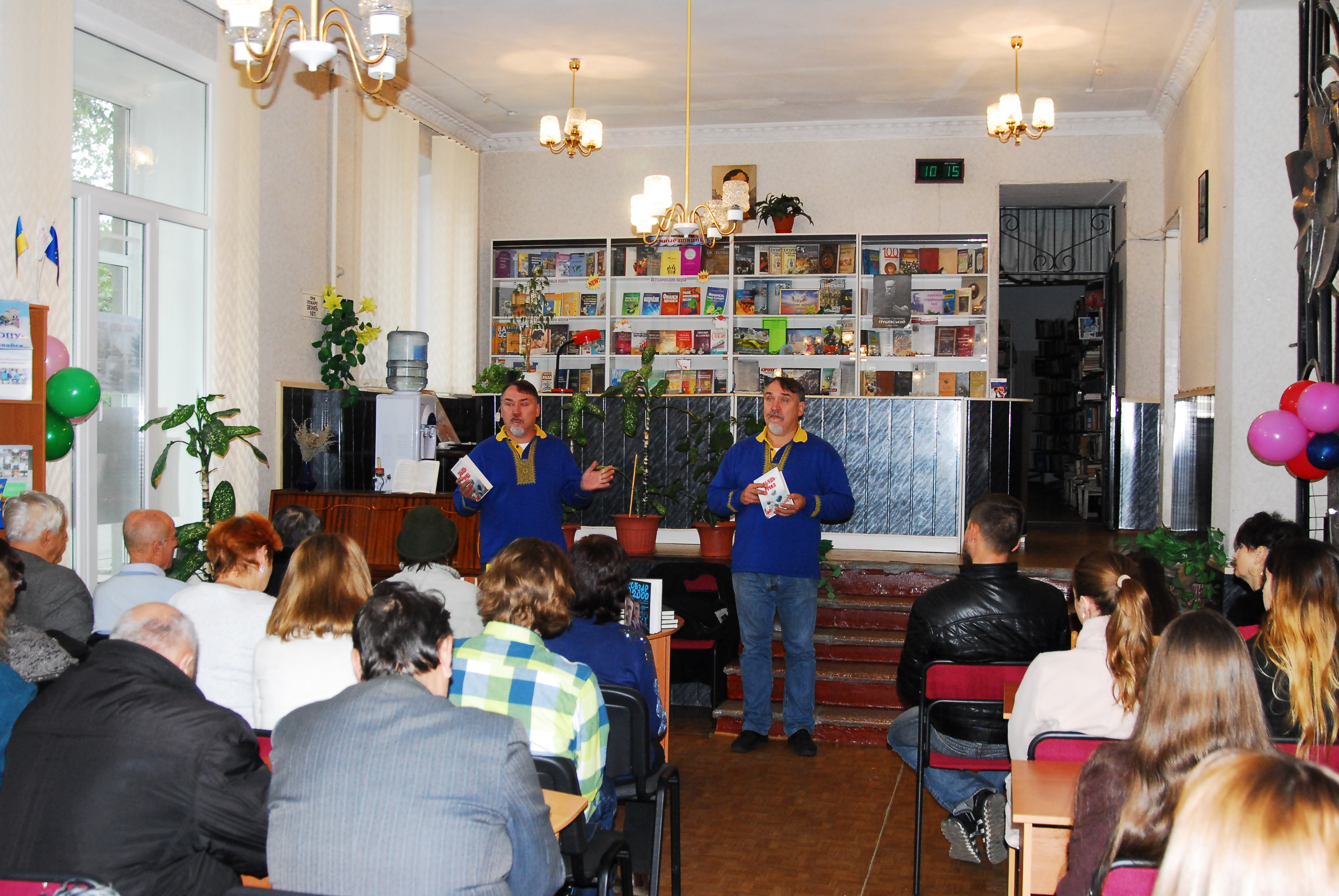
Брати Капранови, 21 жовтня 2016

Перший книжковий проєкт Капранових — каталог книжок поштою «Книгоноша». У 1998  році брати Капранови зібрали з усіх видавництв усі книжки українською мовою, які були на складах, — незалежно від року видання. Таких книжок набралося 600 назв, усі вони ввійшли до першого каталогу (1998 р. в Україні існувало лише 600 назв книжок українською мовою, що засвідчено документально).
1999 року Капранови разом із телеканалом «1+1» та шоколадом «Корона» організували перший конкурс української гостросюжетної літератури «Золотий Бабай». Переможцем став роман Василя Шкляра «Ключ».

## Діяльність видавництва «Зелений пес»

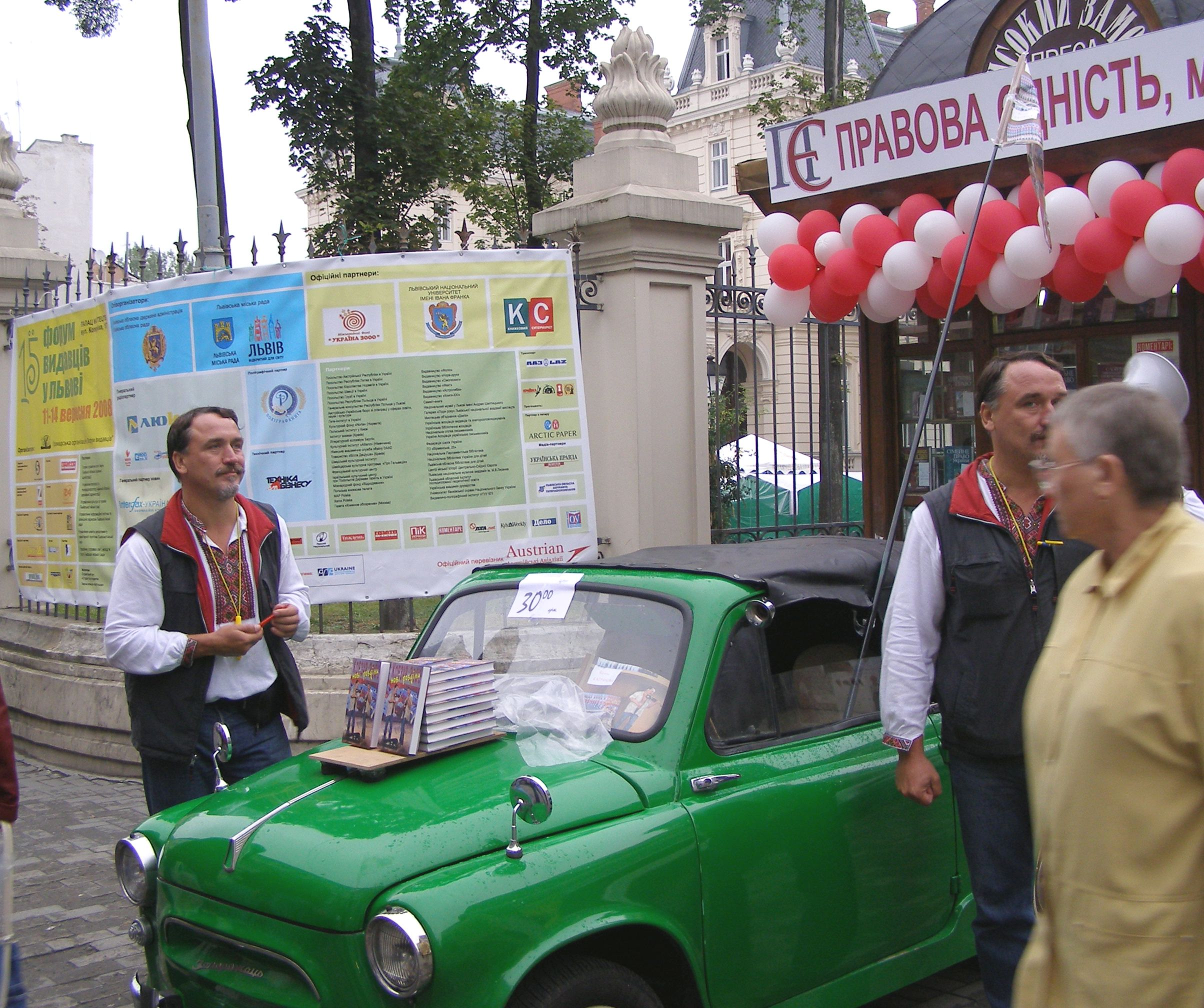
Брати Капранови презентують свої книжки на Львівському форумі видавців на власному горбатому «Запорожці» (2008).

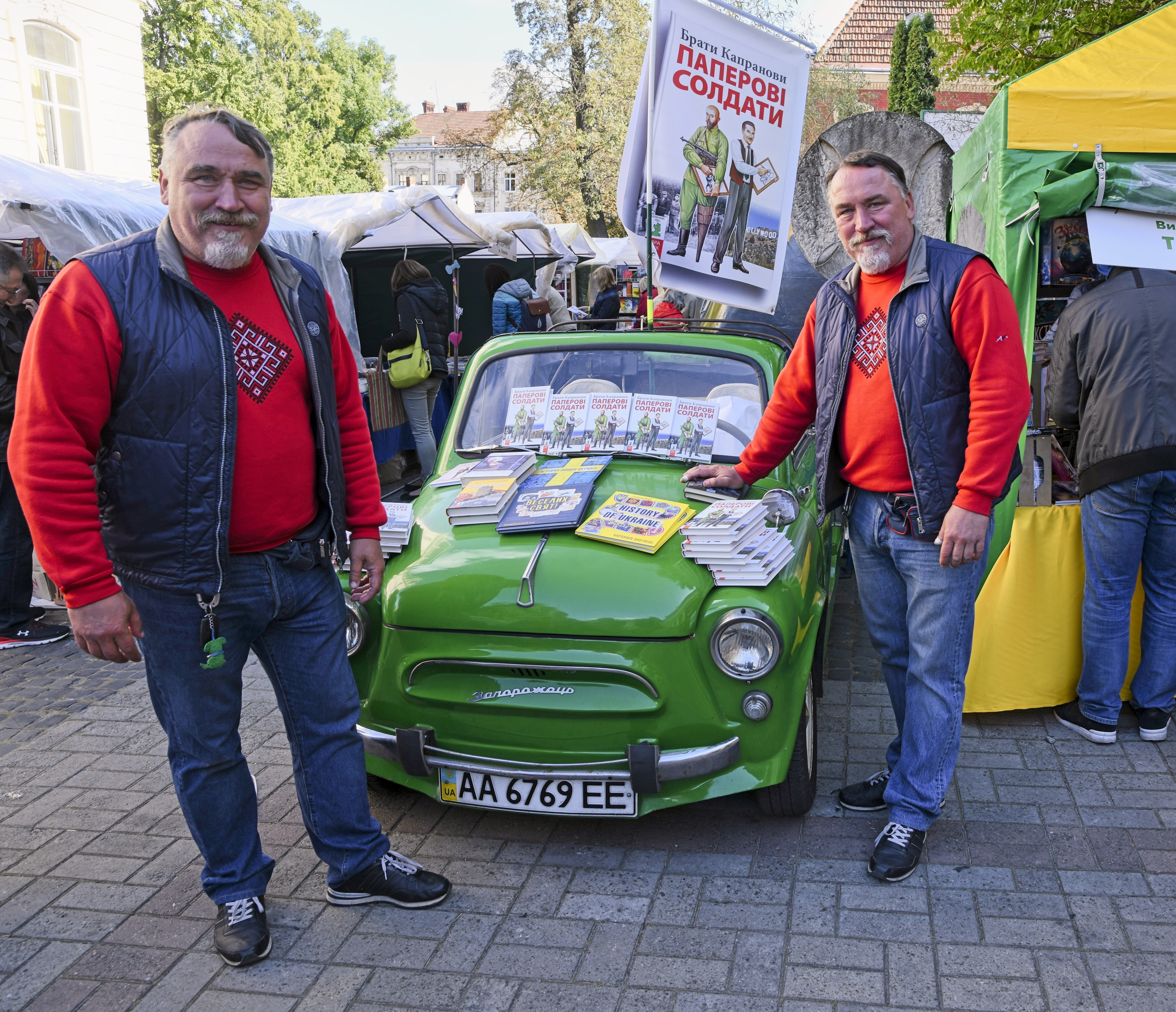
Та сама подія, десятьма роками пізніше Брати Капранови з «горбатим» Запорожцем (2019).

2000 року стартувало видавництво «Зелений пес», яке очолили Віталій та Дмитро. Першою книжкою став роман Леоніда Кононовича «Я, зомбі».
2001 року вийшов «Кобзар 2000» братів з ілюстраціями Владислава Єрка. «Кобзар 2000» мав непоганий відгук і перевидавався вже 5 разів.
2004 року Уряд України прийняв бюджет, який зупинив видавництво книжок. 4 лютого Капранови разом з колегами-письменниками на знак протесту спалили рукопис нового роману під Кабінетом Міністрів України. Акція мала широкий розголос, а через пів року Уряд змінив бюджет.
- Восени 2004 вийшов друком другий роман Капранових «Приворотне зілля».
- 2006 читачі побачили третій їх роман «Розмір має значення».
- 2007 видали книгу своїх статей «Закон Братів Капранових».
- У вересні 2008 року презентували «Нові розділи до „Кобзаря 2000“».
- Восени 2009 року видали свою першу книжку для дітей «Зоряний вуйко».
- Восени 2010 року вийшов «Кобзар 2000 + Нові розділи + Найновіші розділи».
- У вересні 2011 року — «Щоденник моєї секретарки». Влітку вийшла електронна версія книги, восени — паперова. Цей роман суттєво відрізняється від попередніх творів Братів[8].
- На Форумі видавців 2012 представили друге видання «Приворотного зілля».
- 2013 року брати Капранови видали, як зазначено в анотації, «для дорослих і дітей, для батьків, які хочуть, щоб їхні нащадки виросли українцями», 80-сторінкову «Мальовану історію Незалежності України».

Сьогодні видавництво «Зелений пес» видає понад 60 назв українських книжок щороку.
З 2004 року брати Капранови двічі на місяць видають літературну газету «Друг Читача» та, спільно з «Главредом», ведуть проєкт «Книжкові сезони». З 2005 року брати ведуть також проєкт «Гоголівська Академія». Наразі сайт функціонує:
1. як літературний сайт — gak.com.ua [Архівовано 2 вересня 2011 у Wayback Machine.] — територія, цілком придатна для вільної самореалізації усіх охочих, перебуваючи на якій, ви дістанете змогу не лише донести власне творіння до величезної кількості відвідувачів світової Мережі, а й майже відразу отримати безпосередню реакцію і обґрунтовану критику у вигляді рецензій і коментарів.
2. як літературний альманах — перше число якого має назву «digital Романтизм» — селективний друкований орган, ідейне й естетське утворення, мета якого відібрати найцікавіше і впорядкувати його якнайкраще, а потім представити широкому загалу зацікавлених читачів.
Обидва втілення проєкту перебувають у прямій і непрямій залежності один від одного, обидва є відкритими для інтерпретації та комунікації, обидва запрошують до участі всіх охочих, обидва зацікавлені в подальшому розвитку мережевої та немережевої української літератури.
2007 року Капранови виступили ініціаторами Надзвичайних Зборів «Україна — зона культурного лиха». Результатом Зборів стало проголошення України зоною культурного лиха, також було висунуто ряд вимог та пропозиції до влади для покращенню ситуації.
2007 року Капранови заснували премії «Золотий намордник» — за перше місце в рейтингу державного хамства та «Золотий ошийник» — за перше місце в рейтингу іноземного хамства (присуджується посольству чи консульству за результатами інтернет-голосування).
З 2009 року Брати Капранови є кураторами культурної програми ярмарку «МЕДВІН: Книжковий світ»
2011 року започаткували перший Всеукраїнський конкурс двійників Тараса Шевченка.
21 березня 2016 року Брати Капранови презентували свій новий роман «Забудь-річка».

## Політична позиція
З 24 лютого 2022 року, з початку повномаштабного російського вторгнення в Україну, письменники брати Капранови боролися з окупантами зі зброєю в руках у Києві в лавах полку «Азов». Дмитро та Віталій заявили, що Київ вистоїть і жодних компромісів із Росією не буде.

## Програма соціальних розслідувань «Брат за брата»
27 травня 2015 року Брати Капранови стали ведучими тележурналу соціальних розслідувань «Брат за брата» на телеканалі ZIK.
Програма «Брат за брата» складалася з сюжетів-розслідувань, тривалістю 55 хвилин кожна, та виходила щосереди о 22:05.

Після призначення на посаду креативного продюсера телеканалу ZIK Наталії Влащенко, брати Капранови виступили з критикою на її адресу. Брати Капранови на своїй сторінці у «Фейсбук» написали: 
|  | Ми тут довідалися, що Наталія Влащенко стала креативним продюсером телеканалу ZIK, і вимушені висловитися з цього приводу. Усім відомо, що пані Влащенко керувала журналом «Публічні люди», який спеціалізувався на замовних іміджевих матеріалах, а по-простому «джинси». Тому призначення фахівця з «джинси» продюсером каналу журналістських розслідувань, на наш погляд, псує обличчя каналу та карму усім його працівникам. З іншого боку, ZIK сьогодні є насправді єдиним українським серед усіх національних каналів. А пані Влащенко дуже професійно створила собі ефірний образ українофобки та ватниці. І цей образ аж ніяк не прикрасить телеканал — більше за те, вплине навіть на наше особисте реноме, ми тепер не знатимемо, як коментувати глядачам роботу з подібною персоною в межах одного каналу. Ми розуміємо, що керівництво каналу має свої плани та розуміння стратегії, а також усвідомлюємо, що воно може закрити наш проєкт "Брат за брата" тоді, коли вважатиме за потрібне. Але поки цього не сталося, оголошуємо свою передачу зоною вільною від Наталії Влащенко. Ми не дозволимо їй впливати на наших журналістів і редакторів та втручатися у роботу програми. Бо ані з професійної ані з національної точки зору співпраця з цією персоною для нас не є можливою. |

Після цього допису брати Капранови написали, що проєкт «Брат за брата» закритий телеканалом ZIK
|  | Ну що, друзі і не дуже, щойно закрили передачу «Брат за брата». Вітаємо. |

## Вшанування пам'яті
У місті Конотоп вулицю Колективну перейменували на вулицю Дмитра Капранова

## Статті
- Пістрява стрічка [Архівовано 30 вересня 2014 у Wayback Machine.], Брати Капранови для «Української правди», 30 квітня 2010 року

## імені Т.Г.Шевченка
4 вересня 2019 року брати Капранови заснували YouTube канал в якому публікують відео матеріали про історію України. Найпопулярнішим відео є «Історія України за 10 хвилин / Українська історія / History of Ukraine (english subtitles)», яке було опубліковане 27 жовтня 2019 року і менше ніж за місяць набрало півмільйона переглядів.
У 2020 році канал отримав звання «Відкриття року в Youtube» від Паляниця Awards.

## Книги
- Брати Капранови. Рута. — Київ: Нора-друк, 2020. — 224 с. — ISBN 978-966-688-053-9. (Серія «День Європи»)
- Брати Капранови. Паперові солдати. — Київ: Нора-друк, 2019. — 224 с. — ISBN 978-966-688-041-6.
- Брати Капранови. Справа Сивого. — Київ : Нора-друк, 2018. — 288 с. — ISBN 978-966-688-034-8.
- Брати Капранови. Майдан. Таємні файли. — Київ: Нора-друк, 2017. — 304 с. — ISBN 978-966-8659-98-0.
- Брати Капранови. Забудь-річка. — Київ: Нора-друк, 2016. — ISBN 978-966-8659-77-5.
- Брати Капранови. Щоденник моєї секретарки. — Київ: Гамазин, 2011. — 400 с. — ISBN 978-966-1515-30-6.
- Брати Капранови. Кобзар 2000 + Нові розділи + Найновіші розділи. — Київ: Зелений пес, 2010. — 479 с.
- Брати Капранови. Зоряний вуйко. — Київ: Зелений пес, 2009. — 392 с. — ISBN 978-966-1515-59-7.
- Брати Капранови. Нові розділи до Кобзаря 2000. — Київ: Зелений пес, 2008. — ISBN 978-966-2938-95-1.
- Брати Капранови. Закон Братів Капранових. — Київ: Зелений пес, 2007. — 240 с. — ISBN 978-966-2938-53-1.
- Брати Капранови. Розмір має значення. — Київ: Зелений пес, 2006. — 464 с. — ISBN 966-2938-02-8.
- Брати Капранови. Приворотне зілля. — Київ: Зелений пес, 2004. — 285 с. — ISBN 966-7831-33-7.
- Брати Капранови. Кобзар 2000. — Київ: Джерела М, 2001. — 424 с. — ISBN 966-7831-04-3.